# Афанасово (сільське поселення село Кудиново)
Афанасово (рос. Афанасово) — присілок в Малоярославецькому районі Калузької області Російської Федерації.
Населення становить 3 особи. Входить до складу муніципального утворення Село Кудиново.

## Історія
Від 2004 року входить до складу муніципального утворення Село Кудиново.

## Населення
| 2002 | 2010 |
| ---- | ---- |
| 27   | ↘3   |